# Vrgorac
Vrgorac je grad u Hrvatskoj, u Splitsko-dalmatinskoj županiji.

## Gradska naselja
Gradskim naseljima Vrgorca pripada 24 naselja (stanje 2006.), to su: Banja, Dragljane, Draževitići, Duge Njive, Dusina, Kljenak, Kokorići, Kotezi, Kozica, Mijaca, Orah, Podprolog, Poljica Kozička, Prapatnice, Rašćane, Ravča, Stilja, Umčani, Veliki Prolog, Vina, Višnjica, Vlaka, Vrgorac i Zavojane.

## Stanovništvo

### Popis 2011.
Prema popisu stanovništva iz 2011. godine grad Vrgorac ima 6572 stanovnika. Većina stanovništva su Hrvati s 98,86 %, a po vjerskom opredijeljenju većinu od 96,59 % čine pripadnici katoličke vjere.

### Popis 1991.
| broj stanovnika | 7618  | 7865  | 8701  | 10251 | 11910 | 12859 | 12838 | 12756 | 11621 | 11612 | 11246 | 9927  | 8228  | 7497  | 7593  | 6572  | 5698  |
|                 | 1857. | 1869. | 1880. | 1890. | 1900. | 1910. | 1921. | 1931. | 1948. | 1953. | 1961. | 1971. | 1981. | 1991. | 2001. | 2011. | 2021. |

| broj stanovnika | 656   | 1184  | 754   | 886   | 1035  | 1188  | 1454  | 1172  | 987   | 1031  | 1057  | 1167  | 1350  | 1697  | 2188  | 2039  | 2132  |
|                 | 1857. | 1869. | 1880. | 1890. | 1900. | 1910. | 1921. | 1931. | 1948. | 1953. | 1961. | 1971. | 1981. | 1991. | 2001. | 2011. | 2021. |

## Uprava
Gradonačelnik je Mile Herceg, član Nezavisne lista mladih. Zamijenio je svog stranačkog kolegu bivšeg saborskog zastupnika, a sada člana gradskog vijeća Antu Pranića, koji se kandidrao za župana.

## Gospodarstvo
U Vrgorcu je razvijeno nekoliko važnijih gospodarskih grana. Osim toga, veliki broj stanovništva koji živi oko polja Rastok i Vrgorskog polja živi od poljoprivrede. Najviše se uzgajaju vinova loza, jagode i razne voćke. Osim toga u posljednje vrijeme razvija se i obrtništvo.

## Poznate osobe
- Popis životopisa poznatih Vrgorčana

- Tin Ujević, hrv. književnik
- Ivan Jelavić, hrv. ultramaratonac
- Nikola Vujčić, hrv. košarkaš
- Mateo Roskam, hrv. nogometaš
- Dragan Stanković, hrvatski futsal reprezentativac
- Jean-Jacques Roskam, hrv. glazbenik, nekadašnji gitarist grupe Galija[9]
- Dražen Markotić, hrv. pisac i glazbenik, vokal heavy-metal banda Vega
- Borislav Vujčić, hrv. pjesnik, književnik, zajedno s Radom Šerbedžijom osnovao Kazalište Ulysses
- Damir Krstičević, hrvatski general i zapovjednik 4. gardijske brigade
- Jurica Miljak, hrv. meteorolog
- Veseljko Vidović, hrv.pjesnik[10]
- Ivan Vidović, hrv. pjesnik
- Ivan Rozić, hrv. franjevac, mučenik i mogući zagovornik pred Bogom
- Ivan Grljušić, hrv. pjesnik, pripovjedač, esejist, romanopisac, književni i kazališni kritičar, dramski pisac, antologičar i nakladnik; objavio preko 56 književnih djela[11][12]
- Jure Divić, hrv. pisac, novinar i fotograf
- Zrinka Terzić, (rođ.Ilić) hrv. pjesnikinja i teologinja

## Spomenici i znamenitosti
U Vrgorcu su se tradicionalno štovale dvije Gospine slike: Gospe Arapska i Gospa u oltaru.
U gradu se nalaze:
- tvrđava Gradina
- sedam turskih kula (Avala, Dizdarevićeva kula, Fratarska kula (nekad kula bega Cukarinovića), Pakerova kula, Muminova kula, Tinova kula (Kapetanovića, Kapetanova, Dizdareva, Dizdarevića, Franića kula), Raosova kula, Elezova kula, Martinčeva kula
- crkva Navještenja Blažene Djevice Marije
- česma
- park Duhanske stanice

- Elezove kuće i Serdarova kuća

## Obrazovanje
U općini postoji jedna srednja škola, i to ona u Vrgorcu s nekoliko odjeljenja (gimnazija, ekonomska, strukovne škole) te više osnovnih i područnih osnovnih škola.

## Šport
U Vrgorcu postoji nekoliko športskih klubova i udruga od kojih su najpoznatiji malonogometni klub "Vrgorac" (od 2007.član I HMNL), ženski rukometni klub "Vrgorac" koji ne postiže velike uspjehe u ženskoj "drugoj" ligi te muški rukometni klub.

## Vanjske poveznice
- Grad Vrgorac

### Ostali projekti
|  | Zajednički poslužitelj ima još gradiva o temi Vrgorac |

|  | Portal Hrvatske: pristup člancima s tematikom o Hrvatskoj |